# Justin Amash
Justin A. Amash (n. em 18 de abril de 1980) é um advogado e político americano. Desde 2011, é o representante do 3º distrito congressional de Michigan no Congresso dos Estados Unidos. Ele foi membro do Partido Republicano até julho de 2019.
Amash foi eleito congressista na eleição de 2010. Ele atuou anteriormente como membro da Câmara dos Representantes do Estado de Michigan, representando o Distrito 72, que consistia na cidade de Kentwood e nas cidades de Caledônia, Cascade e Gaines. Aos 30 anos, Amash assumiu o cargo de segundo congressista mais jovem dos Estados Unidos, por tráis de Aaron Schock, de Illinois. Em 2013, Amash foi o sexto congressista mais jovem dos Estados Unidos. Amash é o presidente do Liberty Caucus da Câmara dos Representantes.

## Biografia
Amash nasceu em Grand Rapids, Michigan, e foi criado em Kentwood. Sua família é descendente de árabes palestinos e sírios. Seu pai é palestino e sua família emigrou para os Estados Unidos em 1956 com a ajuda de um pastor cristão. Amash frequentou a Kellogsville Christian School em Kellogsville e se formou com louvor na Grand Rapids High School. Ele obteve o diploma de bacharel em economia magna cum laude pela Universidade de Michigan e, em 2005, obteve seu J.D. da Faculdade de Direito da mesma instituição. Amash se considera um admirador de Friederich Hayek e Frédéric Bastiat. Ele é casado e tem três filhos. Ele é membro da Igreja Ortodoxa de Antioquia.

## Carreira no setor privado e inícios na política
Depois de se formar na Universidade de Michigan, Amash trabalhou como consultor para a empresa de ferramentas de sua família. Antes de ser eleito para a Câmara dos Representantes de Michigan em 2008, ele trabalhou por um ano como advogado corporativo.
Amash concorreu ao Congresso estadual em 2008 pelo 72º distrito de Michigan. Durante esse tempo, ele doou dinheiro para as campanhas do congressista Ron Paul e John McCain. Nas primárias do Partido Republicano, ele venceu a eleição com 42% dos votos contra cinco outros candidatos, derrotando Ken Yoker por 723 votos, uma margem de 6,3%. Glenn D. Stein, Jr., que era o representante distrital na época, não concorreu à reeleição devido ao limite do mandato. Na eleição geral, Amash derrotou o candidato democrata Albert Abbasse por 61% a 31%.
Durante seu primeiro mandato no congresso estadual, Amash propôs cinco resoluções e 12 leis, mas nenhuma foi aprovada na câmara controlada pelos democratas. Ele usou sua página no Facebook para explicar seus votos e o raciocínio usado em cada uma delas. Amash destacou-se por ter um excelente recorde de atendimento.

## Campanhas ao Congresso em nível federal
Em sua edição de 25 de outubro de 2010, Amash foi incluído pela Time Magazine em sua lista "40 under 40 - Rising Stars of US Politics" (em português, "40 sob 40, Estrelas em ascensão na política americana"). Aos 30, Amash era o candidato mais jovem a uma cadeira federal nos Estados Unidos na lista de novos líderes cívicos.
Em 3 de agosto de 2010, Amash venceu as primárias do Partido Republicano entre cinco candidatos à vaga deixada pelo republicano Vern Ehlers com mais de 40% dos votos. Amash era um dos candidatos favoritos do Tea Party, tendo sido endossado pelo iCaucus. Ele
também obteve o endosso do Club for Growth, congressista Ron Paul, e Freedomworks PAC durante sua campanha eleitoral primária.
Na eleição geral, Amash fez campanha em uma plataforma conservadora. Ele derrotou o democrata Patrick Miles Jr. 60% -37% em 2010 e é atualmente o representante de 3. Em 2012, ele foi reeleito para seu assento, derrotando a Steve Pestka 53%-44%.

## Carreira como congressista
As posições de Amash são fortemente a favor do mercado livre e da regulamentação governamental mínima. Ele é um grande promotor da
liberdade econômica e vê os "resgates" do governo como métodos ineficazes. Ele também apóia o estabelecimento de uma taxa de
imposto única, em oposição aos atuais incentivos fiscais e subsídios. Amash se opõe ao planejamento central, ele acredita que contribui para o desemprego, a inflação e os perigosos ciclos do mercado. Amash foi um dos quatro republicanos que se juntaram a 161 democratas em oposição a uma emenda constitucional que exigiria um orçamento federal equilibrado todos os anos. Amash propõe uma redução nos gastos militares dos EUA para ajudar a equilibrar o orçamento. Considera que existe um nível considerável de desperdício nas despesas militares do Departamento de Defesa. Ele também acredita que o seguro saúde não deve ser obrigatório e apóia reformas de mercado no setor saúde que
incluem a competição entre seguradoras em diferentes estados e maior acesso a contas de poupança de saúde. Ele considera o Obamacare um abuso de poder por parte do governo federal e apoia os esforços para revogar a lei.
Considera que apenas o Congresso dos Estados Unidos tem o poder de fazer uma declaração de guerra. Apoia a criação de um Estado
palestino para a solução do conflito israelo-palestino. Ele se opõe às restrições à posse de armas de fogo, afirmando que elas são uma
violação da Segunda Emenda. Ele acredita que as escolas devem ser administradas localmente. Amash considera que o governo federal está expandindo indevidamente seus poderes ao usar as disposições do Bem-estar geral.
Amash propõe redução da intervenção federal em questões relacionadas à energia. Ele quer eliminar os subsídios do governo para a produção de energia e reduzir a regulamentação em geral. Ele acredita que não há forma de produção de energia que deva ser particularmente favorecida ou restringida. Além disso, Amash propõe minimizar as regulamentações ambientais federais. Ele votou contra a Lei de Prevenção de Imposto sobre Energia de 2011, que teria impedido a EPA de tributar as emissões de gases de efeito estufa.